# Jekaterina Wiktorowna Gordon

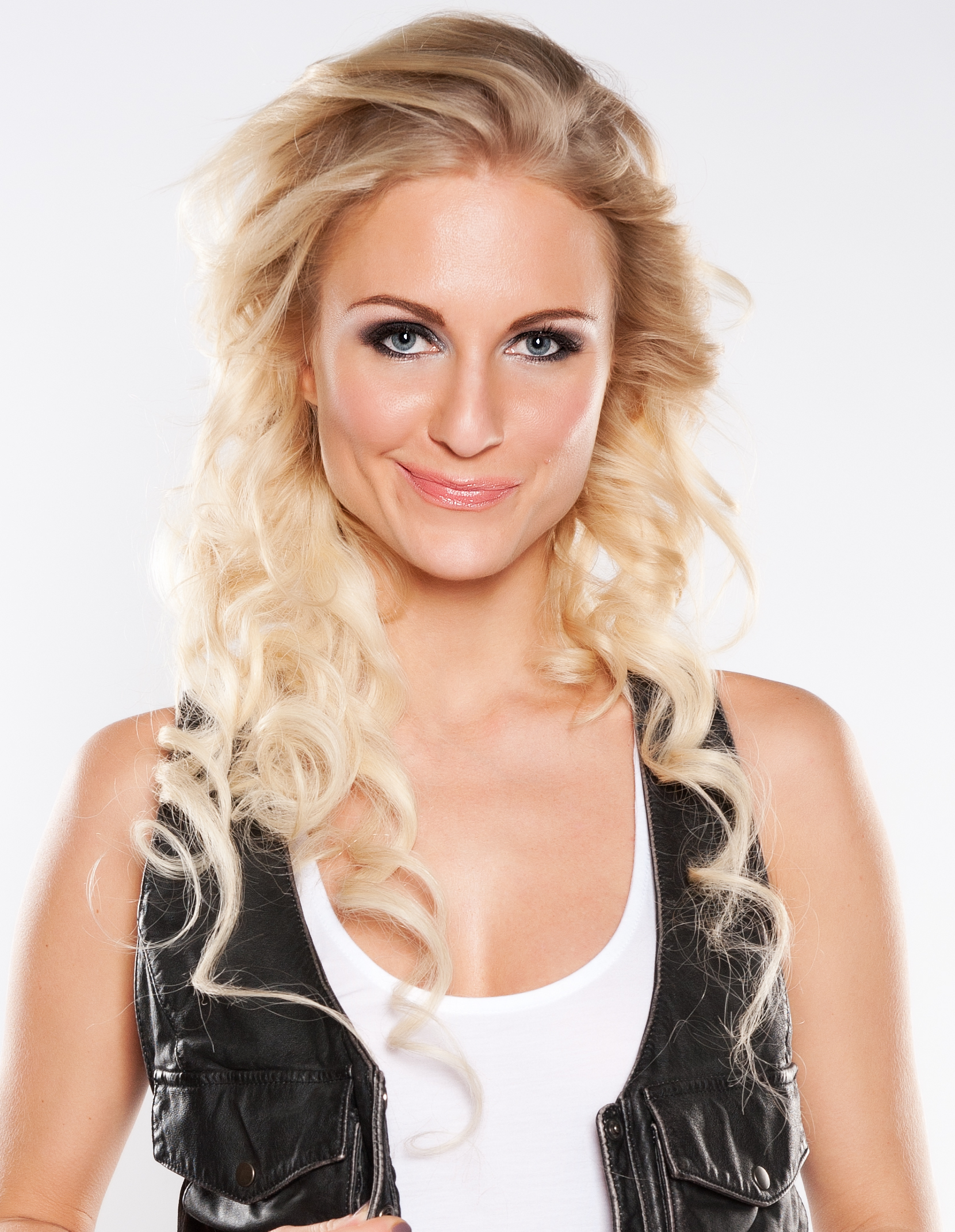
Jekaterina Gordon (2012)

Jekaterina Wiktorowna Gordon (geborene Prokofjewa; russisch Екатерина Викторовна Гордон; * 19. Oktober 1980 in Moskau) ist eine russische Journalistin, Singer-Songwriterin und politische Aktivistin.

## Leben
Gordon, geborene Prokofjewa, stammt aus der Familie eines Moskauer Wissenschaftlers. Nach Scheidung und erneuten Hochzeit ihrer Mutter trug sie den Namen ihres Stiefvaters Podliptschuk. 2002 absolvierte sie die Pädagogisch-psychologische Fakultät der Staatlichen Pädagogischen Universität Moskau als Psychologin, belegte anschließend Szenaristen- und Regisseurskurse bei Pjotr Todorowski. Sie schloss erfolgreich die Staatliche juristische Akademie Moskau als Juristin ab.
Anfang der 2000er Jahre moderierte sie mit ihrem Mann Alexander Gordon eine Sendung beim Fernsehsender M1. Ab Mitte der 2000er arbeitete sie als Radiomoderatorin bei den Sendern Echo Moskwy, Radio RSN, Goworit Moskwa und anderen. Von 2007 bis 2008 gestaltete sie zusammen mit dem Schriftsteller Dmitri Gluchowski die Sendung Personenkult bei Radio Majak. Am 5. Juli 2008 geriet sie mit ihrem Studiogast, der Fernsehmoderatorin  Xenija Sobtschak, aneinander und wurde daraufhin entlassen. Sie moderierte außerdem verschiedene Fernsehformate bei den Sendern Perwy kanal, Swesda und war als Creative Producer für den Jugendsender O2 TW tätig. Sie arbeitete mit mehreren Zeitungen und Zeitschriften zusammen darunter L’Officiel, Atmosfera, Billboard, Playboy und Moskowski Komsomolez.
2009 gründete Gordon die Rockgruppe Blondrock, ist seit 2010 Bandleader und nahm bisher eine Single (Sweltlyje Ljudi) und zwei Alben auf. Sie schrieb mehr als 200 Titel, die nicht nur von ihr, sondern auch von Ani Lorak, Grigori Leps, Michail Galustjan oder Dmitry Kaldun präsentiert wurden.
Als Szenaristin und Regisseurin nahm Gordon den Kurzfilm More wolnujetsja ras... auf. Sie drehte den Mehrteiler Fotograf und das Jugendmelodram Pikap: Sjom bes prawil.
2014 erschien im Verlag AST ihr Lyrikwerk #СТИХИКАТИГОРДОН. Sie ist außerdem Autorin des Buches Sostojanija mit Gedichten und Erzählungen, des Powest Kontschenyje und anderen.
2013 gründete sie die Anwaltskanzlei Saferoom, die 2017 in Gordon und Söhne umbenannt wurde.

### Gesellschaftliche Tätigkeit
Von 2009 bis 2010 nahm Gordon aktiv an der Protestbewegung Strategie 31 und Aktionen zum Schutz des Chimkiker Waldes (Poslednjaja Osen – Последняя осень) teil. Sie gründete den Verein Nenuschnaja Poroda (Ненужная порода) zur Versorgung von Straßentieren durch Freiwillige. 2012 organisierte sie das Rockfestival RockSobaka. Als Gründerin einer Nichtregierungsorganisation setzt sie sich für die Rechte von Frauen und Kindern ein. Am 30. Oktober 2017 gab sie bekannt, bei der Präsidentschaftswahl 2018 zu kandidieren.  Am 23. Dezember 2017 wurde sie auf dem Parteitag der Partei der guten Taten für das Amt nominiert. Bereits am 28. Januar 2018 zog sie ihre Kandidatur zurück und erklärte eine konstitutionell-demokratische Partei gründen zu wollen.

### Privates
Gordon ist geschieden und war mit dem Fernsehmoderator Alexander Gordon (2000–2006) sowie mit dem Juristen Sergei Schorin (2011 und 2014) verheiratet. Sie hat zwei Söhne: Daniil (* 2012) und Serafim (* 2017).

## Filmografie
- 2005: More wolnujetsja ras... (Море волнуется раз...)
- 2008: Fotograf (Фотограф)
- 2009: Pikap: Sjom bes prawil (Пикап: Съем без правил)

## Diskografie

### Blondrock
- 2010: Ljubow i Swoboda (Любовь и свобода)
- 2012: Nadojelo bojatsja (Надоело бояться)

### Soloalben
- 2012: Nitschewo lischnego (Ничего лишнего...)
- 2016: Sex & Drama

## Bibliografie
- 2006: Kontschenyje (Конченые)
- 2015: #СТИХИКАТИГОРДОН (Verlag AST, ISBN 978-5-17-093461-4)